# Hüllosz (hérosz)
Hüllosz (görögül: Ὕλλος) a görög mitológiában Héraklész és Déianeira (más változat szerint Omphalé lüdiai királynő vagy Melissza nimfa) fia. Halála előtt Héraklész eljegyezte Hülloszt Ioléval, az oikhaliai király lányával. Hüllosz lett a Hérakleidák (Héraklész nagyszámú leszármazottai) vezére, amikor támadást intéztek a Peloponnészosz ellen, hogy visszaszerezzék apjuk királyságát. Három év múlva, a Hérakleidák Peloponnészosz elleni újabb inváziója idején Hüllosz az árkádiai királlyal folytatott párviadalban vesztette életét.

## Lásd még
Hüllosz volt a neve egy folyónak, amelyet Sztrabón korában már Phrügiosznak neveztek.